# Дан по дан
Дан по дан је песма српске хип хоп групе Београдски синдикат. Објављена је 14. априла 2021. године као видео сингл.

## О песми
Музику за ову нумеру радили су Стефан Јанковић Гистро и Немања Мосуровић. За аранжирање и мастеровање такође је био задужен Мосуровић. Песма говори о пролазности живота обичног човека. Једна од тема којих се текст дотиче је и исељавање становништва из Србије.
Стихови у првом делу песме садрже референце на наслове неколико филмова југословенске кинематографије: Кад будем мртав и бео, Скупљачи перја, Последњи круг у Монци, Идемо даље, Отписани, Лов у мутном и Велика фрка. У већини ових филмова главне улоге је играо Драган Николић.
- Кад будем мртав и бео, пепео и прах,
- Сећање и уздах у пијаним ноћима,
- Када ми покупе перје и време стане за мене,
- Када хартија пожути и ове речи избледе.
- Када обрнем свој последњи круг у крају,
- И ортаци у крају обрну туру за фајронт,
- Када се угасе светла на крају баладе,
- И тишина каже да сада идемо даље.
- Шта ће остати од мене, сутра кад сване?
- Тек неки траг, између сна и јаве?
- Неки ожиљак, осмех, прича из кафане,
- Неки стих да га отписани клинци памте?
- Шта ће остати на крају од овога лова у мутном,
- Од ове трке за ловом у коју сам залутао,
- Од велике фрке око небитних ствари,
- И да ли је битно шта ће остати у ствари?[2][3]

Рефрен песме доноси поруку: Није важно шта ће остати, већ какви људи ћемо постати. Ја живим сада и тако дан по дан.

## О споту
Песму прати једноставан спот, снимљен из једног кадра у београдском угоститељском објекту Српска кафана. Текст песме је представљен као ток разговора између два члана групе — Огњена Јанковића и Дарка Марјановића. Њих двојица седе за кафанском столом и уз причу испијају кафу. За њима остају празне шољице и пуне пиксле које конобар склања. Аутор спота је Душан Петковић.
Песма је за прва 24 сата доступности на сајту Youtube сакупила преко 90 хиљада прегледа. Три дана по објављивању већ је била прегледана више од 173 хиљаде пута.